# Lawinenschnur

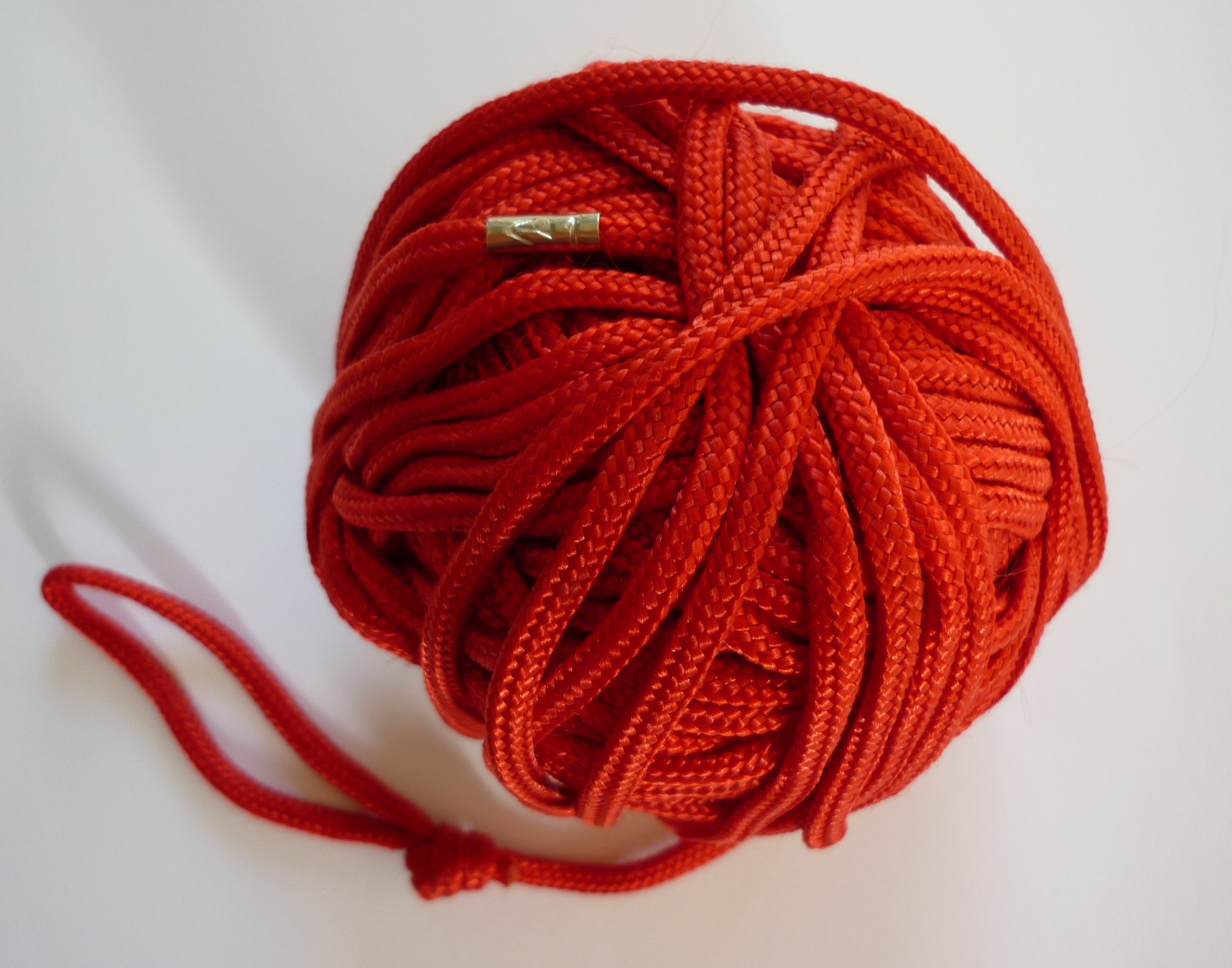
Lawinenschnur

Eine Lawinenschnur wurde als Ortungsmittel verwendet, um Personen, die von einer Lawine verschüttet wurden, schneller finden und retten zu können.
Sie gehörte bis in die 1980er Jahre zum Zubehör für Tourengeher und wurde dann durch technische Lösungen wie LVS-Geräte abgelöst.

## Funktionsweise
Ziel der Lawinenschnur war es, schneller zum Verschütteten zu gelangen. Im Gegensatz zum Lawinenairbag konnte die Lawinenschnur die Verschüttung eines Lawinenopfers nicht beeinflussen.
Eine Lawinenschnur war 20–25 m lang, ca. 3,5 mm dick, meist aus roter Baumwolle, nach jedem Meter einen Richtungspfeil mit Meterangabe und war mit einer 10 cm langen Schlaufe versehen. Sie wurde zu einem Knäuel gewickelt. Der Skitourenfahrer oder Bergsteiger hat sich die Schlaufe mit der Meterangabe 1 (Richtungspfeil gegen sich) um den Bauch gebunden. Bei Lawinengefahr oder im Fall eines Lawinenabgangs warf er den Knäuel von sich weg und zog damit die Lawinenschnur hinter sich her. Wegen ihrer großen Länge war die Wahrscheinlichkeit relativ groß, dass ein Teil der Lawinenschnur auf dem Lawinenkegel sichtbar war. Retter konnten anhand der Richtungspfeile erkennen, in welcher Richtung und wie viele Meter sie schaufeln müssen, um zum Verschütteten zu gelangen.

## Geschichte

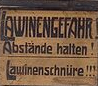
Warntafel aus dem Ersten Weltkrieg

Die Lawinenschnur war Bestandteil der persönlichen Gebirgsausrüstung der Hochgebirgskompanien. Sie wurde um 1915 bei den österreichischen Gebirgstruppen im Gebirgskrieg vorgeschrieben. Heute stellen eine Lawinensonde, eine Lawinenschaufel und ein LVS-Gerät die empfohlene Grundausstattung für Tourengeher dar.
Das Funktionsprinzip der Lawinenschnur wurde mit dem Lawinenball weiterentwickelt.